# Phyllogomphoides apiculatus
Phyllogomphoides apiculatus – gatunek ważki z rodziny gadziogłówkowatych (Gomphidae).